# Q Public License
Q Public License (QPL) — це ліцензія вільного програмного забезпечення без copyleft, яка несумісна з GNU General Public License. Ліцензія QPL вперше застосовувалась до бібліотеки Qt компанії Trolltech.
Ліцензія забезпечує можливість правовласника на програмне забезпечення залишати за собою виключне право на поширення власного ПЗ і зобов'язує інших розробників надавати всі внесені ними зміни через файли змін.
Оскільки QPL несумісна з GNU GPL, програмний код з ліцензією GPL та програмний код з ліцензією QPL не можуть бути одночасно модифіковані та скомпоновані яким би то не було чином, але програма з ліцензією GNU GPL може використовувати код з ліцензією QPL без змін.
Файли вихідного коду програми FOO, що використовують код під QPL та мають поширюватись під GPL повинні включати текст спеціального застереження:
```
 As a special exception, you have permission to link this program
 with the FOO library and distribute executables, as long as you
 follow the requirements of the GNU GPL in regard to all of the
 software in the executable aside from FOO.
```

```
 
(Як особливий виняток, у вас є дозвіл компонувати цю програму

 з бібліотекою FOO і поширювати виконувані файли до тих пір, поки ви
 слідуєте вимогам GNU GPL, по відношенню до всіх програм у складі
 виконуваного файлу, за винятком FOO).
```